# Hede (Avesta)
Hede is een plaats in de gemeente Avesta in het landschap Dalarna en de provincie Dalarnas län in Zweden. De plaats heeft 142 inwoners (2005) en een oppervlakte van 29 hectare. De plaats ligt in een gebied bestaand uit wat landbouwgrond, dat tussen bossen in ligt. Net ten zuiden van de plaats liggen de meertjes: Hedesjön en Buskasjön.